# غيلبرت توماس كارتر
غيلبرت توماس كارتر (بالإنجليزية: Gilbert Thomas Carter)‏ هو سياسي نيجيري وبريطاني، ولد في 14 يناير 1848 بلندن في الإمبراطورية الرومانية، وتوفي في 18 يناير 1927 في باربادوس. انتخب List of governors of the Bahamas ‏ وانتخب Administrator of the Gambia ‏ (1 ديسمبر 1888 – 1891).